# Калечина-Малечина
«Калечина-Малечина» — роман современной российской писательницы Евгении Некрасовой. Финалист литературной премии «Национальный бестселлер» 2019 года, финалист национальной литературной премии «Большая книга» (2019), финалист премии «НОС» 2018 года.

## Общая информация
Первое издание романа «Калечина-Малечина» было опубликовано издательством «АСТ» в 2018 году тиражом 2000 экземпляров. Роман снискал популярность как у читателей, так и у литературных критиков. Несмотря на наименование «роман», ряд литературоведов определяют книгу как повесть.
В «Калечине-Малечине» соединяются магический реализм, экспериментальная литература и элементы фольклора. Отмечается влияние произведений Гоголя, Платонова, Ремизова, Петрушевской.
На страницах романа автор поднимает такие темы, как школьная травля, проблемы воспитания и даже педофилия. События представлены через призму искаженного детского восприятия, что даёт читателю простор для интерпретации и обсуждения.

## Сюжет
Роман Евгении Некрасовой повествует о жизни девочки по имени Катя. Она учится в обычной школе и живёт с папой и мамой в панельной многоэтажке. Катя испытывает дискомфорт от жизни, так как ощущает себя ненужной. Родителям некогда заниматься ребёнком, в школе она чувствует презрение со стороны учителя, а одноклассники позволяют себе жёсткие выпады и издевательства в её адрес. Катя ленива и нерасторопна, любит ночь, чтобы помечтать и делать то, что ей угодно. Окружающие главную героиню персонажи выглядят как коллекция ярлыков: деспотичный отец, безразличная мать, злая учительница, лицемерная подруга, задиристый Сомов со своей свитой «подсомовцев» и дядя Юра — мужлан-педофил.
Попытке покончить с собой неожиданно мешает кикимора, которая становится спутницей девочки и защищает её от окружающего злого мира.
Роман условно поделён на несколько частей. Первая половина — одиночество и безысходность, вторая — появление кикиморы и новые надежды читателя, финал же завершает виток и возвращает к началу произведения — вновь попытка суицида. Правда, автор пошла дальше и привела к счастливому окончанию, где всем плохим досталось по заслугам, а Катя приобрела подругу и ангела-хранителя в лице своей мамы.
Необходимо отметить язык автора, который повествование ведёт с точки зрения девочки. Некрасова попыталась насытить текст детскими оборотами и терминами. В результате люди были поделены на «невыросших» и «выросших», города делятся на «лилипутские» и «гулливерские» и т. д.
В конце романа Катя уезжает с мамой, которая бросает тирана отца, в другой город и живут счастливо как подруги наслаждаясь взрослением девочки.

## Критика и рецензии
Писатель Дмитрий Быков, в авторской передаче, говорит о положительных впечатлениях от прочитанного романа:
Мне очень понравилась эта «Калечина-Малечина». Вот в ней есть, понимаете, такое ощущение «новой московской мифологии». Из московской окраины дымной сделана сказка.
Литературный обозреватель Михаил Визель также восторженно обсуждает сюжетную линию романа:
Это книга о детстве. Точнее, о школе. Ещё точнее — о выживании. В отличие от слащавых советских гуль королёвых, живущих в каком-то идеальном мире, где все мечтают о подвиге, и в отличие от тонких подростков с богатым творческим миром, решающих тонкие вопросы самореализации и самоидентификации в книгах современных интеллигентных дам, печатающихся в маленьких интеллигентных издательствах, десятилетняя Катя, живущая в обычном панельном доме обычного города-спутника, решает обычную задачу — как выжить в школе, где её травит съехавшая на «традиционных ценностях» училка и не замечают (в лучшем случае) одноклассники, и дома, где замотанные родители понимают один метод воспитания — крик. Катя необычно видит и мыслит, но она не универсальный гений и не титан духа, и решение она тоже находит самое обычное. Но, к счастью, не доводит его до конца — и во второй части начинаются уже настоящие чудеса, с Кикиморой — только не болотной, а кухонной. И чудеса у неё соответствующие. Жутковатые чудеса, прямо скажем.

Литературный критик Митя Самойлов, в своей рецензии, обращает внимание на злое мужское, которое ярко представлено в произведении:
В книге есть и обязательный ныне слой — мужики все деспоты, грубые животные, насильники и дегенераты. Отец тупой и жестокий, дядя Юра — охочий до детских ляжек, одноклассники просто дегенераты. Но эту дань можно простить за всё остальное — за тревожно гудящие воспоминания с невероятной силой и волей вытащенные с самого дна детства. И за надежду. Пусть и на кикимору.

## Награды
- 2018 — финалист премии «НОС».
- 2019 — Большая Книга, финалист[8].
- 2019 — Национальный бестселлер, финалист.